# Uncle Meat
Uncle Meat is een dubbel-album van Frank Zappa met The Mothers of Invention uit 1969. Het album is onderdeel van Zappa's project No Commercial Potential. Net als de andere albums van het project (Lumpy Gravy, We're Only in It for the Money en Cruising with Ruben & the Jets) bevat het album een mix van experimentele rock, jazzrock,  satire, doo-wop en surfrock, ditmaal uitgebreid met klassiek symfoniewerk en tapemanipulatie. Het album diende  als soundtrack voor de gelijknamige film, die echter nooit uitgebracht werd. Een reconstructie werd door Zappa in 1987 op video uitbracht. Het is het laatste album van de Mothers in de oorspronkelijke bezetting, bekend als The Original Mothers. Eind 1969 hief Zappa - voornamelijk uit financiële overwegingen - de band op. Lowell George en Roy Estrada begonnen Little Feat.

## Achtergrond en opname
Uncle Meat is Zappa's eerste album met een mix van studio- en livemateriaal, een combinatie, die hij later vaker zou toepassen.
De studiodelen van het album werden in de Apostolic Studios in New York vrijwel tegelijkertijd opgenomen als die voor het album Cruising with Ruben & the Jets. De eerste opnamen waren in de periode van oktober tot december 1967 met een vervolg in begin 1968. Ook zanger Ray Collins, die in juli 1967 de band verlaten had, werkte aan het album mee als 'zwoele zanger', maar de zang op het album was minder belangrijk, Zappa zong zelf de partijen van 'lage kwaliteit'. In het album ligt de nadruk echter op filmische thema's met percussie en orkestwerk. In september 1968 werden in de Sunset Sound Recorders Studio in Hollywood percussiewerk door Art Trip toegevoegd. Op 25 oktober 1968 werd een liveconcert in de Royal Festival Hall in Londen op een 4-sporen recorder vastgelegd, gevolgd door een registratie op een 2-sporen recorder van een concert in het McMillin theater in New York op 14 februari 1969. De studiodelen en de liveregistraties gingen met combinaties hiervan het album Uncle Meat vormen.

## Track listing
Alle nummers zijn geschreven door Frank Zappa behalve waar aangegeven.

| 1.                 | Uncle Meat: Main Title Theme (instrumentaal met marimba en xylofoon)                                                |               | 1:54 |
| 2.                 | The Voice of Cheese                                                                                                 |               | 0:27 |
| 3.                 | Nine Types of Industrial Pollution (instrumental; vermeld als "400 Days of the Year" op de oorspronkelijke uitgave) |               | 5:56 |
| 4.                 | Zolar Czakl (instrumental)                                                                                          |               | 0:57 |
| 5.                 | Dog Breath, in the Year of the Plague                                                                               |               | 5:51 |
| 6.                 | The Legend of the Golden Arches (instrumental)                                                                      |               | 1:24 |
| 7.                 | Louie Louie (Concert in de Royal Albert Hall in London)                                                             | Richard Berry | 2:28 |
| 8.                 | The Dog Breath Variations (instrumental)                                                                            |               | 1:36 |
| Totale duur: 21:42 | |               |      |

| 1.                 | Sleeping in a Jar                               |               | 0:49 |
| 2.                 | Our Bizarre Relationship                        |               | 1:05 |
| 3.                 | The Uncle Meat Variations                       |               | 4:40 |
| 4.                 | Electric Aunt Jemima                            |               | 1:53 |
| 5.                 | Prelude to King Kong                            |               | 3:24 |
| 6.                 | God Bless America (Live at the Whisky a Go Go)  | Irving Berlin | 1:22 |
| 7.                 | A Pound for a Brown on the Bus (instrumental)   |               | 1:29 |
| 8.                 | Ian Underwood Whips It Out (Live in Kopenhagen) |               | 5:08 |
| Totale duur: 20:38 |                                                 |               |      |

| 1.                 | Mr. Green Genes                          | 3:10 |
| 2.                 | We Can Shoot You                         | 1:48 |
| 3.                 | If We'd All Been Living in California... | 1:29 |
| 4.                 | The Air                                  | 2:57 |
| 5.                 | Project X (instrumental)                 | 4:47 |
| 6.                 | Cruising for Burgers                     | 2:19 |
| Totale duur: 17:06 |                                          |      |

| 1.                 | King Kong Itself (Als gespeeld door de Mothers in een studio) (instrumental)                              | 0:53 |
| 2.                 | King Kong (De pracht ervan zoals geïnterpreteerd door Dom DeWild) (instrumental)                          | 1:15 |
| 3.                 | King Kong (Zoals Motorhead het uitlegt) (instrumental)                                                    | 1:44 |
| 4.                 | King Kong (De Gardner-variaties) (instrumental)                                                           | 6:17 |
| 5.                 | King Kong (Als gespeeld door 3 gestoorde, humorvolle vrachtwagens) (instrumental)                         | 0:29 |
| 6.                 | King Kong (Live op een platte dieselwagen midden op een racebaan op een Miami Pop Festival (instrumental) | 7:22 |
| Totale duur: 18:41 | |      |

## Musici
The Mothers of Invention
- Frank Zappa – gitaar, muzikale leiding, zang van lage kwaliteit, percussie
- Ray Collins - zwoele zang
- Jimmy Carl Black – drums, grappige humor, armoede
- Art Trip - drums, pauken, vibrafoon, marimba, xylofoon, houten blokken, bellen, kleine klokkenspellen, vrolijke vooruitzichten en specifieke vragen
- Roy Estrada – elektrische bas, cheeseburgers, Pachuco falsetto
- Billy Mundi – drums, percussie
- Don Preston (Dom De Wild) – elektrische piano, pijporgel (van de Royal Albert Hall), tarotkaarten, bruine rijst
- Bunk Gardner – piccolo, fluit, klarinet, basklarinet, sopraansax, altsax, tenorsax, fagot (afhankelijk van de uitvoering: elektrisch en/of niet-elektrisch)
- Ian Underwood - elektrisch orgel, piano, klavecimbel, celesta, fluit, klarinet, altsax, baritonsax, speciale assistentie, kopiist, arbeidsverhoudingen en tieneroproep
- Jim 'Motorhead' Sherwood - popster, hectische tenorsaxstijl, tamboerijn, choreografie, koppigheid en apparatuuropzetter als hij niet bezig is met het opjutten van lokale groupies

Gastmusici
- Ruth Komanoff – marimba en vibrafoon samen met Artie
- Nelcy Walker – sopraan met Ray & Roy in "Dog Breath" & "The Uncle Meat Variations"

## Productie
Production
- Frank Zappa – producer, arrangeur
- Dick Kunc – engineer
- Jerry Hansen – engineer
- Cal Schenkel – hoesontwerp
- Mike - tapes

## Filmrelease
De film Uncle Meat werd in 1987 voltooid en uitgebracht op homevideo. Het album kreeg een heruitgave als dubbel-cd op Rykodisc. Deze release bevatte een in 1982 opgenomen nummer "Tengo na minchia tanta" in het Siciliaans. Aan de is meer dan 40 minuten aan geluiden en dialogen uit de film toegevoegd, tussen kant 3 en kant 4 van het origineel. De originele vinylmix  uit 1969 werd in 2016 door Gail Zappa opnieuw uitgebracht als de eerste cd van Meat Light: The Uncle Meat Project/Object Audio Documentary.